# 麻辣马
麻辣马工作室（英語：Spicy Horse）曾是一家总部位于上海市的独立游戏工作室，由美国电子游戏设计師亚美利坚·麦基、Anthony Jacobson和Adam Lang于2007年创立；於2016年7月23日關閉。其作品有《愛麗絲驚魂記：瘋狂再臨》以及《格林童话惊魂记》。